# Sijbrandahuis
Sijbrandahuis (officieel, Fries: Sibrandahûs, [sibrɔnda’hu:s]) is een dorp in de gemeente Dantumadeel, in de Nederlandse provincie Friesland.
Het ligt ten westen van Dokkum, tussen Raard en Rinsumageest. In 2023 telde het dorp 40 inwoners. Het is daarmee de kleinste kern van de gemeente Dantumadeel. Het wordt soms ook wel een buurtschap genoemd. Sinds 2009 is de Friese naam de officiële. Waar voorheen op de plaats- en straatnaamborden zowel de Friese als de Nederlandse namen werden vermeld, worden sindsdien alleen nog de officiële Friese namen vermeld.
In de gemeente Noardeast-Fryslân ligt de buurtschap Sibrandahuis, dat in het Fries ook Sibrandahûs wordt genoemd. En in de gemeente Súdwest-Fryslân komt deze naam voor als veldnaam waarin de Sybrande State is gelegen, ten zuidoosten van Hennaard.

## Kerk en klooster

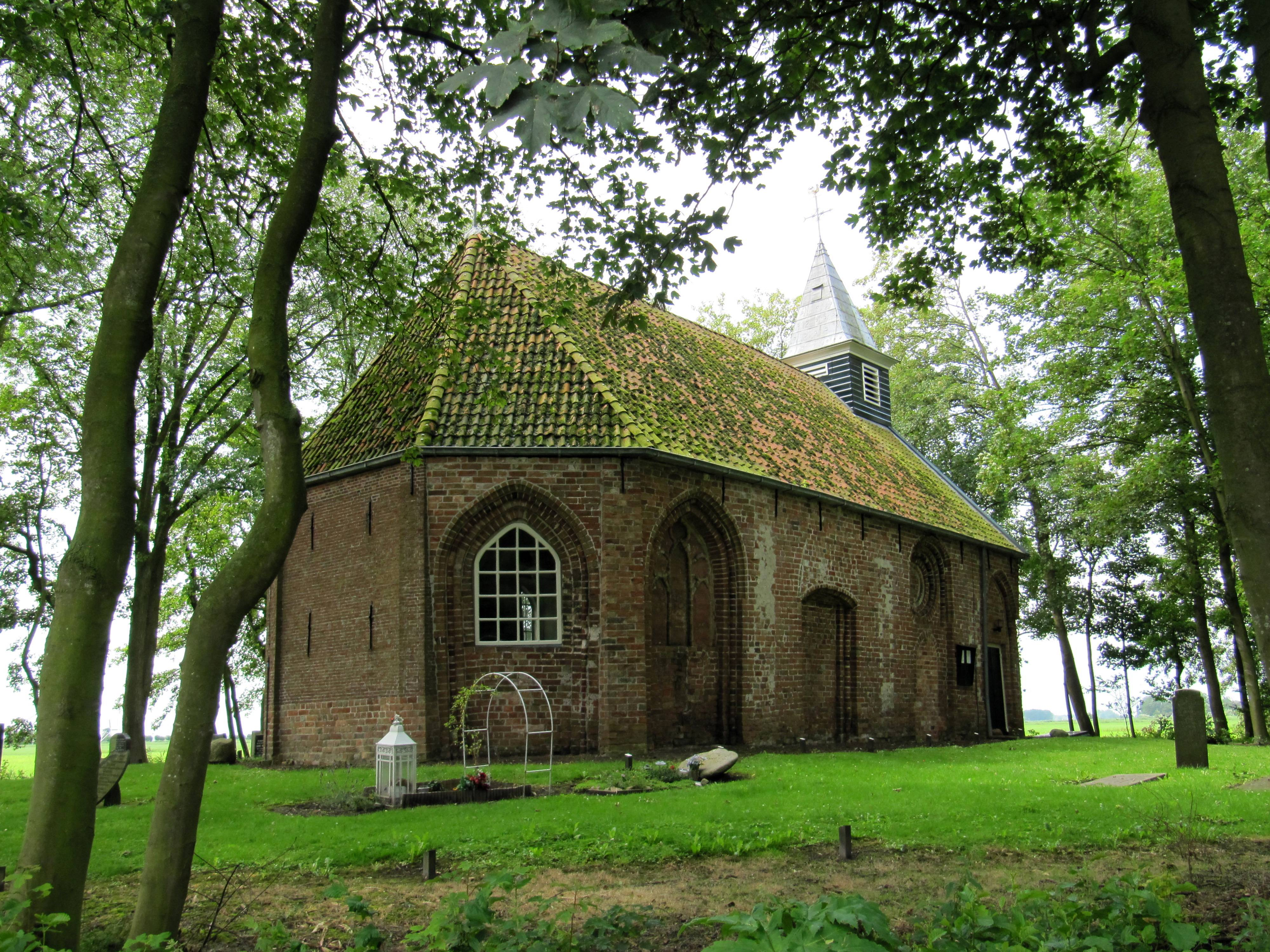
Kloosterkapel

In het dorp staat het 13e-eeuwse kerkje met een grafkelder van de familie Tjaerda van Starkenborgh, waarvan het nageslacht zich vanaf de 16e eeuw zich vestigde te Leens (Groningen). Dit kerkje is, naar men vermoedt, ontstaan als uithof van het klooster Klaarkamp bij Rinsumageest. Bij Sijbrandahuis staat ook een gedenksteen voor het klooster Klaarkamp.

## Verenigingsleven
Het verenigingsleven van Sijbrandahuis is nauw verbonden met Rinsumageest.

## Omgeving
Ten noorden van Sijbrandahuis stroomt de Dokkumer Ee. Deze behoort tot de route van de Elfstedentocht. Ook de Fietselfstedentocht gaat door Sijbrandahuis. Ten westen van Sijbrandahuis staat een Amerikaanse windmotor.